# 李小松 (1961年)
李小松（1961年—），汉族，青海西宁人，中华人民共和国政治人物、第十二届全国人民代表大会青海地区代表。
毕业于华东化工学院化学工程系无机化工专业。加入中国共产党。2013年，担任全国人大代表。